# Johanna Bleuland van Oordt

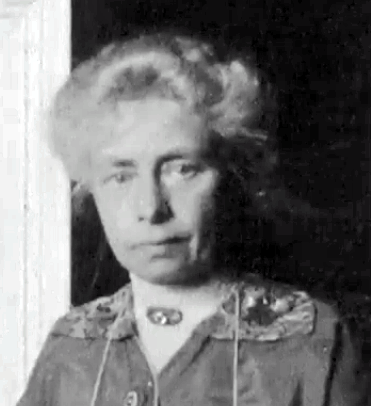
Johanna Bleuland van Oordt, vor 1948

Johanna Jacoba Bleuland van Oordt (* 28. August 1865 in Rotterdam; † 15. Dezember 1948 in Leidschendam) war eine niederländische Malerin.

## Leben und Werk

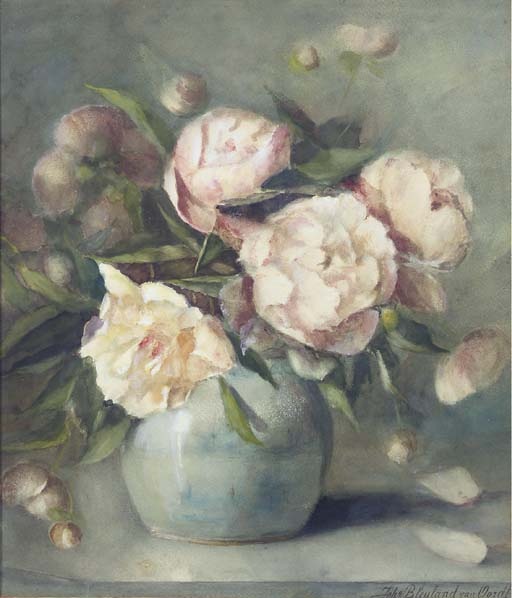
Pfingstrosen in Vase

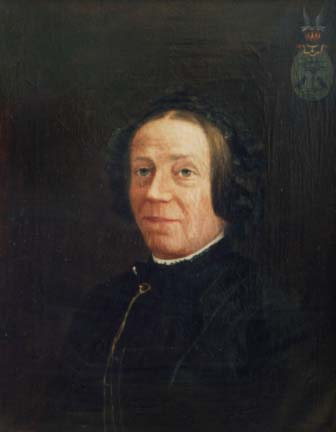
Porträt von Geradina Maria Leonarda Jongkindt

Johanna Bleuland van Oordt wurde am 28. August 1865 in Rotterdam geboren. Ihre Schwester war die Malerin Adri Bleuland van Oordt, mit der sie gemeinsam ein Atelier auf dem Landsitz Voorburg in Middendorp betrieb. Ihre Eltern waren Guilhelmina Catharina Arnoudina Hoogwerff und der Kaufmann und spätere Gasfabrikant Jan Bleuland van Oordt. Ausgebildet wurde sie neben der Malerei auch in der Bildhauerei an der Koninklijke Academie van Beeldende Kunsten in Den Haag und war Schülerin von Frits Jansen.
Sie war Mitglied der Amsterdamer Kunstenaarsvereniging Sint Lucas, dem Haagsche Kunstkring und dem Pulchri Studio und stellte im Zusammenhang mit den Vereinigungen aus.
Johanna Bleuland van Oordt entwickelten einen starken Sinn für soziale Gerechtigkeit, der in ihrem aktiven Engagement in Organisationen gipfelte, die sich dafür einsetzten. Sie engagierte sich für den Tierschutz und produzierte mit ihrem künstlerischen Talent Werbematerial für die Kampagnen des Tierschutzvereins.
Johanna Bleuland van Oordt starb am 15. Dezember 1948 in Leidschendam.